# Black Tarantella
Black Tarantella è il diciottesimo album musicale di Enzo Avitabile, uscito il 20 marzo 2012. 

## Descrizione
Vede la collaborazione di diversi musicisti e cantanti quali Pino Daniele, Raiz, Francesco Guccini, Daby Touré, Idir, Bob Geldof, Co'Sang, Franco Battiato, David Crosby, Mauro Pagani, Soleá ed Enrique Morente. Il disco è dedicato a quest'ultimo scomparso poco tempo dopo l'incisione del brano Elì elì.
L'album ha vinto il Premio Tenco 2012 nella categoria "Album in dialetto".

## Tracce
1. È ancora tiempo con Pino Daniele - 4:10
2. Aizamm' 'na mana con Raiz - 4:03
3. Gerardo Nuvola 'e povere con Francesco Guccini - 3:47
4. Mane e mane con Daby Touré - 3:39
5. Elì elì con Enrique e Soleá Morente - 5:46
6. Nun è giusto con Idir  - 3:40
7. Suonn' 'a pastell' con Bob Geldof - 4:28
8. Mai cchiu' con Co'Sang - 3:59
9. 'A nnomme 'e Dio - 4:14
10. No è no con Franco Battiato - 2:51
11. E 'a Maronn' accumparett' in Africa con David Crosby - 5:00
12. Nun vulimm' 'a Luna - 3:46
13. Soul Express con Toumani Diabaté e Mauro Pagani - 4:53